# Trầm Tử Thiêng
Trầm Tử Thiêng (1 tháng 10 năm 1937 - 25 tháng 1 năm 2000) là nhạc sĩ nhạc vàng tiêu biểu tại miền Nam Việt Nam trước năm 1975 và cả sau này ở hải ngoại. Ông cũng viết nhạc thiếu nhi với bút hiệu Anh Nam.

## Cuộc đời
Trầm Tử Thiêng tên thật là Nguyễn Văn Lợi, sinh ngày 1 tháng 10 năm 1937 tại Đại Lộc, Quảng Nam, nhưng trên giấy tờ ghi sinh năm 1940. Ông bắt đầu ca hát từ năm lên 10 ở các thôn quê miền Nam Việt Nam từ 1945 đến 1949. Sau đó, ông lên Sài Gòn học trung học.
Năm 1958, Trầm Tử Thiêng tốt nghiệp trường Sư phạm và bắt đầu dạy học.
Năm 1966, Trầm Tử Thiêng gia nhập Cục Tâm lý chiến thuộc Tổng cục Chiến tranh Chính trị, Bộ Tổng Tham mưu Quân lực Việt Nam Cộng hòa. Thời gian này ông viết các bản nhạc như: Quân trường vang tiếng gọi, Đêm di hành, Mưa trên poncho. Sự kiện Tết Mậu Thân 1968, Trầm Tử Thiêng viết bài Chuyện một chiếc cầu đã gãy nói về cầu Trường Tiền bị giật sập. Năm 1970, ông viết Tôn Nữ còn buồn về trận bão tàn phá miền Nam. Ngoài ra, ông cũng tham gia vào phong trào Du ca Việt Nam.
Từ năm 1970, Trầm Tử Thiêng làm việc cho chương trình Phát Thanh Học Đường chung với Lê Thương, Hùng Lân, Vĩnh Bảo, Tống Ngọc Hạp, Xuân Điềm, Bảo Tố, Đắc Đăng... Lấy bút hiệu là Anh Nam, ông sáng tác các bài nhạc thiếu nhi đề tài lịch sử, xã hội văn hóa để giáo dục cho học sinh tiểu học toàn quốc. Công việc chấm dứt khi xảy ra sự kiện 30 tháng 4 năm 1975.
Sau nhiều lần vượt biên không thành, ông bị tù cải tạo một thời gian.
Năm 1985, sau khi ra tù, ông được ca sĩ Thanh Thúy bảo lãnh sang định cư tại Little Saigon, tiểu bang California, Hoa Kỳ. Ông là cố vấn ban chấp hành Hội Ký giả Việt Nam Hải ngoại 2 nhiệm kỳ 1996 - 2000. Cuối năm 1999, ông cùng các bạn văn nghệ sĩ sáng tác lập Thư viện Việt Nam tại Little Saigon.
Ở Hoa Kỳ, ông cộng tác với Trung tâm Mây và Trung tâm Asia. Đặc biệt, Trầm Tử Thiêng đã cùng Trúc Hồ sáng tác nhiều ca khúc cho thể loại nhạc đồng ca như: Bước chân Việt Nam, Việt Nam niềm nhớ, Một ngày Việt Nam, Cám ơn anh... và những tình khúc như Cơn mưa hạ, Đêm, Đã qua thời mong chờ, Tình đầu thời áo trắng... Một bài hát khác của ông là Đêm nhớ về Sài Gòn viết năm 1987 cũng được nhiều người biết đến.
Tháng 8 năm 1996, Trầm Tử Thiêng viết Có tin vui giữa giờ tuyệt vọng nhân sự kiện một làng Việt Nam được xây dựng ở Philippines dành cho người Việt lưu vong. Bài hát nổi tiếng với tiếng hát của ca sĩ Khánh Ly.
Ngày 25 tháng 1 năm 2000, Trầm Tử Thiêng qua đời tại trung tâm y tế Anaheim Tây. 
Năm 2007, Trung tâm Asia thực hiện chương trình Asia 54: Trầm Tử Thiêng & Trúc Hồ / Bước Chân Việt Nam để vinh danh ông cùng nhạc sĩ Trúc Hồ.

## Album
- Tuyển tập nhạc Trên Đỉnh Yêu Đương - 16 Bài Tình Ca (1969)
- Tuyển tập nhạc Tình Ca Dọc Đường - 18 Bài Ca Yêu Thương Sầu Muộn (1970)
- Asia CD 141 - Various Artists: Giòng Nhạc Trầm Tử Thiêng - Trong Niềm Thương Nhớ (2000)

## Tác phẩm
Danh sách này không đầy đủ, bạn cũng có thể giúp mở rộng danh sách.

### Sáng tác riêng trước 1975
- Ai biểu anh làm thinh (1974)
- Ai đón em vào xuân
- Anh tệ lắm!
- Bài hát của tên du côn
- Bài hương ca vô tận (1967)
- Bài nhã ca thứ nhất
- Bài vinh thăng cho một loài chim
- Bài xuân này xin hát quanh năm
- Bảy ngàn đêm góp lại (1967)
- Biệt khúc
- Bến hạnh ngộ
- Bước chân buồn
- Cách biệt
- Cây mùa xuân
- Chuyện một chiếc cầu đã gãy (1968)
- Cõi nghìn trùng
- Con quốc Việt Nam
- Cuối ngày trên phố đìu hiu
- Đêm di hành
- Đêm hạnh ngộ
- Đêm trên quê hương
- Đời không như là mơ (1974)
- Đưa em vào hạ (1968)
- Em có còn trở lại
- Em không còn gì đâu
- Gọi nhau
- Hạnh phúc ta, hạnh phúc người
- Hòa bình ơi! Việt Nam ơi!
- Hỏi Huế có thương không
- Hối tiếc
- Kinh khổ (1973)
- Khúc sinh ca
- Lệ sầu tiễn đưa
- Làng hòa bình giả tưởng
- Lời của con
- Lời tạ từ
- Lời tiền thân của cát
- Lời vỗ về cho ngày sầu muộn
- Mai kia hòa bình
- Mây hạ
- Mộng sầu
- Một sáng đẹp trời
- Một sớm mai về (thơ Tường Linh)
- Một thời để nhớ
- Một thời uyên ương
- Mùa xuân không đợi
- Mùa xuân này anh hát quanh năm
- Mùa xuân trên cao (1968)
- Mưa trên Poncho
- Ngày chưa nguôi yêu dấu
- Ngày không thấy mặt trời
- Nghìn đêm như một
- Người hùng cô đơn
- Người em Ngọc Thụy
- Người mang tên Cô Đơn
- Người vợ nghèo
- Nhà người góa bụa
- Như gió như mây
- Những con đường trắng (thơ Tô Kiều Ngân)
- Những ngày chưa nguôi yêu dấu
- Quân trường vang tiếng gọi
- Quên hay nhớ
- Quê hương ngày em lớn
- Ru nắng
- Thầm thì
- Thuở em hờn tủi
- Tình cuối tình đầu
- Tình khúc sau cùng
- Tình ơi xin chào em từ tốn
- Tôn Nữ còn buồn
- Tống biệt hành (ý thơ Thâm Tâm)
- Trả lời thư em[5] (1967)
- Trên đỉnh yêu đương
- Trên quê hương hòa bình
- Trộm nhìn nhau (1967)
- Trong cơn hy vọng
- Trong đám xuân xanh ấy (ý thơ Hàn Mặc Tử)
- Tuyết và người hùng
- Từ đó đến nay
- Tưởng không còn nhìn thấy nhau
- Tưởng niệm (1972)
- Vùng trước mặt (1968)
- Yêu dấu chưa nguôi

### Sáng tác chung vớiTrúc Hồ
- Bên em đang có ta
- Bước chân Việt Nam
- Cám ơn anh
- Cơn mưa hạ
- Đã qua thời mong chờ
- Đêm
- Hẹn nhau năm 2000
- Một ngày Việt Nam
- Việt Nam về trong nỗi nhớ

### Sáng tác chung với Tấn An
- Lời chúc đầu xuân (1965)
- Rồi hai mươi năm sau (Lời của mẹ) (1966)
- Lời Của Con

### Sáng tác chung vớiDuy Khánh
- Ngày xưa lên năm lên ba (1974)

### Sáng tác chung vớiNhật Ngân
- Quê nhà quê người
- Ta đã gặp mùa xuân (1974)
- Thư xuân hải ngoại

### Thời kỳ tại hải ngoại
- Bài tình ca mùa đông
- Bên này biển
- Biển khơi niềm nhớ (viết lời Việt, 1989)
- Biển tối
- Có tin vui giữa giờ tuyệt vọng (1996)
- Cờ vàng bay trên trên phố Bolsa
- Chợt nghĩ về hai nơi
- Cuộc tình Desmond Molly (viết lời Việt Ob-La-Di Ob-La-Da)
- Du ca trên thành phố đỏ
- Dứt bão bắt đầu nước mắt
- Đêm nhớ về Sài Gòn (1983)
- Đò dọc (truyện Bình Nguyên Lộc, 1987)
- Giã từ mùa đông
- Gió mưa và anh (đồng sáng tác Trúc Sinh)
- Gởi em hành lý
- Gửi người ở lại
- Em sầu như lòng phố
- Hành ca trên nông trường oan nghiệt
- Hành khúc cho quê hương
- Hãy hát lên tin yêu
- Hãy vui lên (khi lòng còn biết buồn)
- Hẹn về
- Hương muộn
- Lưu vong khúc (viết lời Việt)
- Mẹ Hậu Giang
- Mười năm yêu em (1985)
- Một đời áo mẹ, áo em
- Một mai nếu yêu anh (viết lời Việt If I Fell)
- Nghe đất (thơ Mai Thảo)
- Người con gái trên đường Bolsa (thơ Trần Trung Đạo)
- Người đẹp trong mơ (viết lời Việt, 1989)
- Người ở lại đưa đò
- Người tình mùa hạ
- Nói với Hồng Kông
- Nỗi niềm riêng (viết lời Việt, 1989)
- Phố nhỏ tình người (1998)
- Quê nhà còn giông bão
- Ta có ngàn năm đợi một người (thơ Du Tử Lê)
- Ta hát tình thương về biển Đông
- Tâm ca của người tù vượt biển
- Thà chết nơi này
- Thầm thì (đồng sáng tác Trịnh Nguyên)
- Thư xuân hải ngoại
- Tình buồn trên lối xưa (viết lời Việt, 1989)
- Tình bên suối thiên thu (viết lời Việt, 1989)
- Tình đầu một thời áo trắng
- Tình yêu nồng ấm (viết lời Việt, 1989)
- Trại tỵ nạn Galang
- Trở về làng
- Tuổi trẻ lên đường
- Từ tiếng hát tiếp nối (1993)
- Tưởng không còn nhìn thấy nhau
- Vang vang tình Việt Nam
- Yêu[6] (truyện Chu Tử, 1987)

## Các tiết mục trình diễn trên sân khấu hải ngoại

### Trung tâm Thúy Nga
| STT | Tiết mục                | Thể hiện với                                                 | Chương trình                         | Năm  |
| --- | ----------------------- | ------------------------------------------------------------ | ------------------------------------ | ---- |
| 1   | Mây Hạ (Trầm Tử Thiêng) | Khánh Ly (dùng lại hình ảnh và giọng hát của Trầm Tử Thiêng) | Paris By Night 53 Thiên Đuờng Là Đây | 2000 |

### Trung tâm Asia
| STT | Tiết mục                    | Thể hiện với                                                     | Chương trình                                          | Năm  |
| --- | --------------------------- | ---------------------------------------------------------------- | ----------------------------------------------------- | ---- |
| 1   | Tưởng Niệm (Trầm Tử Thiêng) | Nguyên Khang (dùng lại hình ảnh và giọng hát của Trầm Tử Thiêng) | ASIA 54 Trầm Tử Thiêng & Trúc Hồ - Bước Chân Việt Nam | 2007 |